# アッガイ博士
『アッガイ博士（アッガイはかせ）』は、曽野由大のコメディ漫画作品。原作は矢立肇・富野由悠季。角川書店の漫画雑誌『ガンダムエース』に連載された。
テレビアニメ『機動戦士ガンダム』に登場する水陸両用モビルスーツ「アッガイ」の開発を主題としている。

## 概要
『ガンダムエース』2014年9月号に読み切り作品「機動戦士ガンダム The Strong Primate 〜アッガイ開発物語〜」が掲載される。
読み切り作品を下敷きにして、『ガンダムエース』2015年2月号（2014年12月26日発売）から、2016年3月号まで連載された。

## 主な登場人物
ソースケ・カトー
物語の語り手。MIP社の設計技師。ズゴック（プロトタイプズゴック）の設計に携わる。
ヨハン・スウィネン
スウィネン社の社長。タイトル・ロール。
「霊長類最強」をコンセプトにアッガイの設計、改修を行う。
コースケ・カトー
ツィマット社の設計主任。ソースケの兄。ゴッグの基幹設計も行っている。
ジュリックのテスト・パイロットとして地球侵攻作戦直前に開催された水陸両用MSによる海洋探査開発機器評価会「ETEDO」に参戦。
アカハナ
ジオン軍からテスト・パイロットとしてスウィネン社（ジオニック社）に出向している。
ダイエットを行うと美形になるが、鼻は赤い。
ダイエット前の外見がそっくりの弟が、テレビシリーズのジャブロー攻略作戦に登場した赤鼻（アカハナ）である。
ボラスキニフ
地球侵攻作戦直前に開催された水陸両用MSによる海洋探査開発機器評価会「ETEDO」にゾックのテスト・パイロットとして参加。